# Tag gegen den Schlaganfall
Der Tag gegen den Schlaganfall wurde 1999 in Deutschland durch die Stiftung Deutsche Schlaganfall-Hilfe ins Leben gerufen.

## Zusammenhang
Jährlich erleiden etwa 270.000 Menschen in Deutschland einen Schlaganfall. Er ist die dritthäufigste Todesursache und der häufigste Grund für Behinderungen im Erwachsenenalter. 1,8 Mio. Menschen in Deutschland sollen mit den Folgen eines Schlaganfalles leben. Demografisch bedingt werden Schlaganfälle weiter zunehmen und die Pflegebedürftigkeit der Betroffenen ansteigen. Allerdings sind sich Experten heute einig, dass bis zu 70 Prozent der Schlaganfälle durch eine entsprechende Vorsorge zu vermeiden wäre: eine ausgewogene Ernährung, ausreichend Bewegung, Verzicht auf das Rauchen sowie die Kontrolle von Risikofaktoren wie Bluthochdruck, Diabetes oder Vorhofflimmern. Und auch die häufig schweren Folgen eines Schlaganfalls wären zu verhindern oder zu mindern bei rechtzeitiger, qualifizierter Behandlung sowie einer gut organisierten Versorgungskette. Hierfür setzen sich die Stiftung Deutsche Schlaganfall-Hilfe, Schlaganfall-Experten und Betroffene mit ihren Familien bundesweit ein.

## Organisation
Am und um den 10. Mai soll jedes Jahr bundesweit Informationsveranstaltungen und Aktionen zum Thema Schlaganfall stattfinden. Dabei engagiert sich das  Netzwerk der Schlaganfall-Hilfe, bestehend aus 460 Selbsthilfegruppen, 190 Regionalbeauftragten (meist Chef- oder Oberärzte an Akut- oder Rehabilitationskliniken) und 300 Stroke Units (Schlaganfall-Spezialstationen).

### Mottos
| Datum | Motto                                                                          |
| ----- | ------------------------------------------------------------------------------ |
| 1999  |                                                                                |
| 2000  |                                                                                |
| 2001  |                                                                                |
| 2002  |                                                                                |
| 2003  |                                                                                |
| 2004  |                                                                                |
| 2005  |                                                                                |
| 2006  |                                                                                |
| 2007  |                                                                                |
| 2008  |                                                                                |
| 2009  |                                                                                |
| 2010  |                                                                                |
| 2011  |                                                                                |
| 2012  |                                                                                |
| 2013  |                                                                                |
| 2014  | Jeder Schlaganfall ist ein Notfall - 112!                                      |
| 2015  |                                                                                |
| 2016  | Stopp den Schlaganfall - mit Nachdruck gegen Hochdruck                         |
| 2017  | Gesundheit braucht Motivation. So finden Sie Ihren Weg!                        |
| 2018  | Schlaganfall kann jeden treffen!                                               |
| 2019  | Ich spüre was, was Du nicht siehst ... - Unsichtbare Folgen des Schlaganfalls. |
| 2020  | Die digitalen Helfer kommen                                                    |
| 2021  | Erst einsam, dann krank – Kümmern schützt vor Schlaganfall                     |
| 2022  | Ein bisschen was geht immer! Bewegung im Alltag wirkt Wunder                   |
| 2023  | Hohes Cholesterin tut nicht weh! Deshalb: Blutfette messen - Gefäße schonen    |
| 2024  |                                                                                |